# Family Circle Cup 2006
Family Circle Cup 2006 — 34-й розыгрыш ежегодного профессионального теннисного турнира среди женщин, проводящегося в американском городе Чарлстон, и являющегося частью тура WTA в рамках 1-й категории турниров.
В 2006 году турнир прошёл с 10 по 16 апреля.
Прошлогодними чемпионами являются:
- одиночницы —  Жюстин Энен-Арденн
- пары —  Кончита Мартинес /  Вирхиния Руано Паскуаль

## Соревнования

### Одиночный турнир
Надежда Петрова обыграла  Патти Шнидер со счётом 6-3, 4-6, 6-1.
- Надежда Петрова выигрывает свой 3й турнир в сезоне и 4й за карьеру на соревнованиях ассоциации.
- Патти Шнидер уступает свой 9й финал за карьеру на турнирах ассоциации.

### Парный турнир
Лиза Реймонд /  Саманта Стосур обыграли  Вирхинию Руано Паскуаль /  Меганн Шонесси со счётом 3-6, 6-1, 6-1.
- Лиза Реймонд выигрывает свой 5й титул в сезоне и 55й за карьеру.
- Саманта Стосур выигрывает свой 5й титул в сезоне и 12й за карьеру.